# Рилијево (Трапани)
Рилијево је насеље у Италији у округу Трапани, региону Сицилија.
Према процени из 2011. у насељу је живело 2592 становника. Насеље се налази на надморској висини од 55 м.